# KateOS
KateOS är ett gratis operativsystem från Linux. Det baserades ursprungligen på Slackware och skapades för medelanvändaren. Dess nuvarande pakethanterarsystem kallas TGZex och är till skillnad från Slackware mycket lättare att uppdatera och få stöd för. Den nuvarande versionen av KateOS heter KateOS III (3.6) och är också tillgänglig som live-cd.

## Mål
Huvudmålet med KateOS-projektet är att utveckla ett operativsystem som förenar de kvaliteter som återfinns bland de tre vanligaste typerna av användningsområden för linuxdistributioner, nämligen skrivbordsmiljön, servern och det generella användningsområdet. KateOS avses bli ett system "för alla": systemadministratörer, programmerare och vanliga pc-användare. Projektet försöker åstadkomma så enkla lösningar som möjligt, dvs. sådana som inte går för långt in i strukturen av systemet och således låter sig konfigureras och modifieras lätt av användaren för hand.

## Ursprung
KateOS-projektet grundades vid slutet av 2003. Dess skapare och ledare heter Damian Rakowski.
Kate Linux 1.0 Rabbit (series I)
Den första versionen av systemet lanserades den 9 oktober 2004 . Det var då baserat på slackware 9.0 men till skillnad från slackware använde den autentikationsmekanismen PAM och hade en berikad paketuppsättning med fullt stöd för multimedia. På grund av problem med servern som bara fungerade ibland så lärde ingen känna det nya systemet. Efter en flytt till en annan server började emellertid projektet att sakteligen få mer uppmärksamhet. Kate 1.0 var en av de första distributionerna att anamma skrivbordsmiljön Xfce (4.0) som standard.  Efter en viss tid hade Kate 1.0.1 lanserats med uppdateringspaket och en liveversion fanns tillgänglig.
Kate Linux 2.0 Zyklon (series II)
Version 2.0 släpptes den 9 april 2005 och var inte längre baserad på slackware. Den gav kvickt upphov till en smärre skandal med sitt första kodnamn "Zyklon". Många associerade den felaktigt med Zyklon-B och anklagade dess skapare för att ha fascistiska sympatier. Eftersom skaparna ifråga kom från familjer med släkt som dött under andra världskriget kunde dessa anklagelser lätt avfärdas. Vissa associerade istället namnet med ett death metalband vid namn Zyklon. Detta var emellertid också osant då ordet i sig bara betyder orkan på tyska. Allt detta gav dock KateOS ännu större uppmärksamhet och en period av dynamisk utveckling inleddes. Kate 2.0 gav redan stöd åt TGZex-paketen och var redo för uppdatering.
Version 2.0 var ämnad som en långtidsutgåva, grunden för all kommande utveckling av systemet. Det var också den första utgåvan att använda 2.6 operativsystemskärnan.
Den 6 maj 2005  bytte namnet på projektet till KateOS. Denna förändring var tvungen att ske på grund av konflikten med KDEs skrivprogram "Kate".
Den 22 maj 2005  släpptes version 2.0.1 som tillhandahöll ett nytt redskap för behandling och uppdatering av TGZex-paketen. Redskapet kallades för Updateos och skapades av Piotr Korzuszek. Den gjorde uppdateringar mycket enklare och ordnade en hel del problem som systemet haft tidigare.  
Den 23 juni 2005  släpptes version 2.1.  Den var ett genombrott för projektet vars popularitet ökade som ingen version tidigare. Updateos kunde nu fjärinstallera paket. Systemet gav nu stöd åt filsystemet Reiser4.
Den 12 augusti 2005 släpptes den första "liveversionen" av systemserien II (2.0 och upp). Den hade en unik grafisk design, använde squashfs och unionofs komprimeringsteknologi vilket gjorde att 2GB av data fick plats på en cd. Systemet kände dessutom igen hårdvara och kunde konfigurera den automatiskt.
Den 13 oktober 2005 släpptes den sista versionen i II-serien: 2.3. Den inkluderade som vanligt nya uppdateringar. Updateos fick nya möjligheter och systemets hårdvaruigenkänning med det nya Discoverredskapet.
KateOS 3.0 Virgin (serie III)
Den 12 april 2006 släpptes den första bilden av det nya systemet (KateOS 3.0).
Den 9 juli 2006 släpptes den efterlängtade 3.0. Denna version markerade en revolution för projektet. Den hade utvecklats helt från grunden och baserats på de allra nyaste delarna. Paketsystemet har blivit helt omprogrammerat vilket resulterat i de nya PKG och Updateos2-redskapen. Ännu en gång hade funktionaliteten hos TGZex-paketen blivit mycket förbättrade och inkluderade beskrivningar i många olika språk. Installationen hade förenklats och tog i genomsnitt bara 15 minuter. Systemet använde udev dbus och HAL för att upptäcka ny hårdvara och montera saker automatiskt. Denna utgåva var den mest moderna Linuxdistributionen vid den tiden.
Den 4 augusti 2006 lanserades den första 'Liveversionen av III-serien. Den avsåg demonstrera alla möjligheter hos KateOS 3.0 och skulle också fungera som ett räddningssystem för datorn. Cd:n inkluderade 2GB data där skrivbordsmiljön Xfce och massor av kontorsprogram inkluderades. Den upptäckte och konfigurerade hårdvara automatiskt.
Den 7 oktober 2006  släpptes version 3.1. Den hade lösningar på tidigare problem och en uppdaterad version av skrivbordsmiljön Gnome som anpassats speciellt för KateOS. Den inkluderade också en uppdateringsvisare och Daemon. Den lät användare lätt välja de program som den ville ha uppdaterade.
Den 21 december 2006  lanserades version 3.2. Bortsett från diverse lösningar på tidigare problem och en ännu bättre uppdateringsfunktion inkluderade det nya KateOS ett helt nytt verktyg, nämligen KatePKG. KatePKG är en grafisk pakethanterare programmerad i PHP som gör det lätt för en användare att installera, uppdatera och ta bort programpaket från systemet. Med förhoppningen att uppdateringar av operativsystemkärnan skulle bli lättare bytte dessutom det nya KateOS "bootloader" från LILO till det mycket vanligare GRUB.

## Övrig information
Alla nya KateOS-lanseringar är "LTS" och har stöd i ungefär två år. Användare uppmuntras dock att uppdatera till nya versioner av distributionen via updateos-kommandot även om uppdateringar av större systemversioner (exempelvis från II till III) inte rekommenderas.
Damian Rakowski, projektets grundare, ledare och huvudsakliga utvecklare - har sagt att projektet fått namnet Kate av en vän och han valde ut det för att det är enkelt, fint och igenkännligt.
Rekommenderat minimumkrav för hårdvara:
- En CD-ROM drive
- En i686 processor eller Pentium II
- 196 MB i RAM-minne
- 4.5 GB Disk Space
- Internetuppkoppling för mjukvaruinstallation
- Floppy
- VESAkompatibelt VGAgrafikkort